# 达参反应
达参反应（Darzens反应、Darzen反应）是醛或酮在强碱（如氨基钠、醇钠）作用下与α-卤代羧酸酯反应，生成α,β-环氧酸酯的反应。以发现者奥古斯特·乔治·达金（1867-1954）命名。产物α,β-环氧羧酸酯也称作“缩水甘油酸酯”，经水解可以得到醛和酮。含α-活泼氢的其他化合物也能与醛或酮发生类似反应。

## 反应机理
碱作用下，反应物α-卤代酯失去质子，生成稳定的碳负离子。接着与醛/酮羰基进行亲核加成，得到一个烷氧负离子，氧上的负电荷以分子内SN2机理进攻α-碳，卤离子离去，形成α,β-环氧酸酯。
环氧酸酯在温和条件下水解，生成不稳定的游离酸，很容易失去二氧化碳，变为烯醇，再经酮-烯醇互变异构生成醛或酮。